# 平敦盛
平 敦盛（たいら の あつもり）は、平安時代末期の武将。平清盛の弟・経盛の末子。位階は従五位下。官職にはついておらず、無官大夫と称された。

## 生涯
笛の名手であり、祖父・平忠盛が鳥羽院より賜った『小枝』（または『青葉』）という笛を譲り受ける。承安4年（1174年）から治承2年（1178年）まで若狭守に任じられており、過去に官職についていた経歴はある。
平家一門として17歳で一ノ谷の戦いに参加。源氏側の奇襲を受け、平家側が劣勢になると、騎馬で海上の船に逃げようとした敦盛を、敵将を探していた熊谷直実が「敵に後ろを見せるのは卑怯でありましょう、お戻りなされ」と呼び止める。敦盛が取って返すと、直実は敦盛を馬から組み落とし、首を斬ろうと甲を上げると、我が子・直家と同じ年頃の美しい若者の顔を見て躊躇する。直実は敦盛を助けようと名を尋ねるが、敦盛は「お前のためには良い敵だ、名乗らずとも首を取って人に尋ねよ。すみやかに首を取れ」と答え、直実は涙ながらに敦盛の首を切った。このことから、直実の出家の志が一段と強くなったという発心譚が語られる。「延慶本」や「鎌倉本」の『平家物語』では、直実が敦盛の笛（または篳篥）を屋島にいる敦盛の父・平経盛の元に送り、直実の書状と経盛の返状が交わされる場面が描かれている。
この『平家物語』の名場面は、のちに能『敦盛』、幸若舞『敦盛』、文楽/歌舞伎『一谷嫩軍記』などの題材となった。織田信長の好んだ歌「人間五十年、下天のうちをくらぶれば、夢幻の如くなり。一度生を享け滅せぬもののあるべきか 」は幸若舞『敦盛』の一節である。

## 墓所
首塚
- 須磨寺（兵庫県神戸市須磨区）

- 煙島（兵庫県南あわじ市・福良湾内）

胴塚
- 敦盛塚（兵庫県神戸市須磨区須磨浦公園） - 毎年3月上旬に敦盛祭が営まれている。

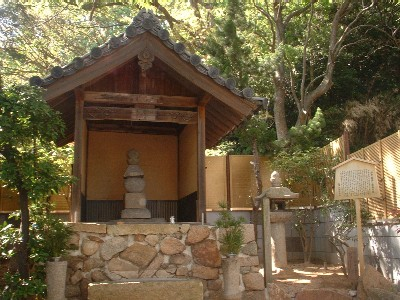
須磨寺にある平敦盛の首塚
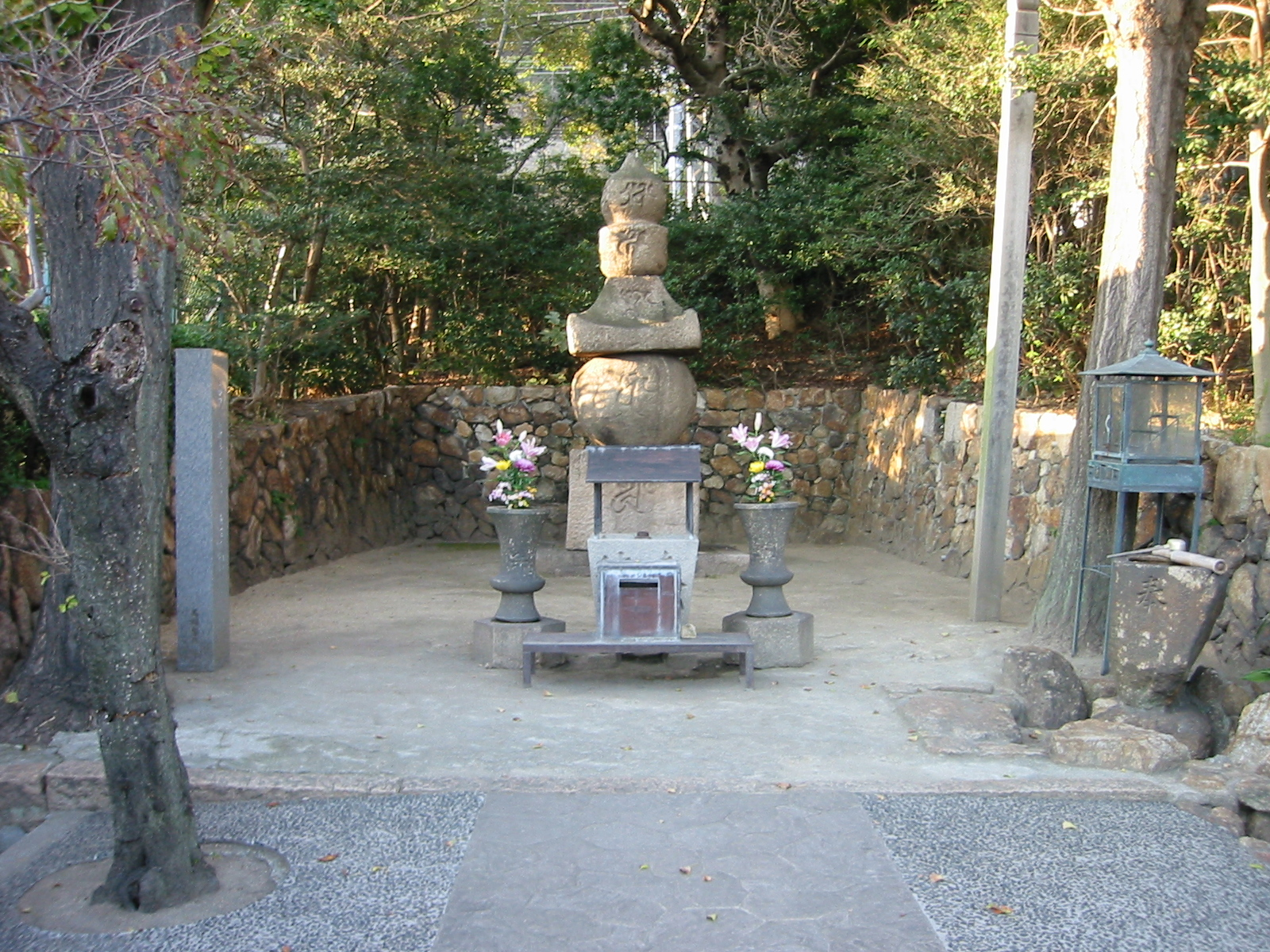
一ノ谷（須磨浦公園）の胴塚

## 伝承
広島県庄原市には古くから「敦盛さん」という民謡（市の無形民俗文化財）が伝わっている。それによると敦盛の室（玉織姫、庄原では「姫御さん」と呼ばれる）が、敦盛は生きているとの言い伝えを頼りに各地を巡り歩き、庄原に至ってそこに住んだ、という。庄原市春田にはその玉織姫の墓といわれるものが残っている。
直実は建久元年（1190年）法然の勧めにより、高野山で敦盛の七回忌法要を行っている。また『一谷嫩軍記』では、実は敦盛は後白河院のご落胤で、直実はそれを知っていて、自分の息子小次郎の首を刎ねたという記述となっている。
敦盛が所有していた青葉の笛、高麗笛は須磨寺に保管されている。これらの笛は、江戸時代には拝観料を払えば見ることができるようになっており、笛に係る松尾芭蕉の句も残されている。